# Jozef Balej
Jozef Balej (* 22. Februar 1982 in Myjava, Tschechoslowakei) ist ein ehemaliger slowakischer Eishockeyspieler, der zuletzt beim EHC Freiburg aus der DEL2 unter Vertrag stand.

## Karriere
Jozef Balej begann seine Karriere als Eishockeyspieler in der Nachwuchsabteilung des HC Dukla Trenčín, in der er bis 1998 aktiv war. Anschließend wechselte der Flügelspieler in die nordamerikanische Juniorenliga United States Hockey League, in der er in der Saison 1998/99 für die Thunder Bay Flyers und Rochester Mustangs auflief. Daraufhin spielte er drei Jahre lang für die Portland Winter Hawks, die ihn beim CHL Import Draft 1999 in der ersten Runde an insgesamt 18. Stelle gezogen hatten, in der Western Hockey League. In diesem Zeitraum wurde er im NHL Entry Draft 2000 in der dritten Runde als insgesamt 78. Spieler von den Canadiens de Montréal ausgewählt. Für diese gab er in der Saison 2003/04 sein Debüt in der National Hockey League, in der er für Montréal zu vier Einsätzen kam. Die gesamte restliche Zeit von 2002 bis 2004 verbrachte er allerdings für Montréals Farmteam Hamilton Bulldogs in der American Hockey League.
Am 2. März 2004 wurde Balej kurz vor Ende der Trade Deadline zusammen mit einem Zweitrundenwahlrecht für den NHL Entry Draft 2004 im Tausch gegen den Russen Alexei Kowaljow an die New York Rangers abgegeben. Bis Saisonende stand er 13 Mal für die Rangers in der NHL auf dem Eis und konnte vor allem in den Playoffs überzeugen, die er beim AHL-Farmteam der Rangers, beim Hartford Wolf Pack, verbrachte. Für das Wolf Pack erzielte er in 16 Playoff-Spielen neun Tore und gab sieben Vorlagen. In Hartford verbrachte der Slowake auch die gesamte Saison 2004/05, da die NHL-Spielzeit aufgrund eines Lockout ausfiel. Im Tausch gegen Fjodor Fjodorow wurde er am 7. Oktober 2005 zu den Vancouver Canucks transferiert, bei denen er sich jedoch nicht durchsetzen konnte. Im NHL-Team Vancouvers absolvierte er nur ein NHL-Spiel, während er die gesamte restliche Spielzeit bei deren AHL-Farmteam Manitoba Moose verbrachte.
Zur Saison 2007/08 unterschrieb Balej einen Vertrag beim HC Fribourg-Gottéron, für den er in der Schweizer National League A in insgesamt 41 Spielen 35 Scorerpunkte, davon 17 Tore, erzielte. Anschließend zog es ihn erneut nach Nordamerika, wo er für seinen Ex-Club Manitoba Moose allerdings nur noch 16 Spiele bestritt, in denen er 13 Scorerpunkte erreicht. Von 2008 bis 2010 stand der ehemalige slowakische Junioren-Nationalspieler beim HC Oceláři Třinec in der tschechischen Extraliga auf dem Eis. Zur Saison 2010/11 wechselte er innerhalb der Liga zum HC Kometa Brno, mit dem er am Saisonende die Liga-Relegation gewann. Im Mai 2011 wurde er vom HC Slovan Bratislava aus der slowakischen Extraliga unter Vertrag genommen, kehrte aber noch im Laufe des Jahres zu Kometa zurück. In den folgenden drei Spoieljahren stand er bei zwei Klubs der Extraliga unter Vertrag, den Piráti Chomutov und dem HC Škoda Plzeň. Anschließend verbrachte er einige Wochen beim ŠHK 37 Piešťany in der heimischen slowakischen Extraliga, ehe er im November 2015 vom HC Red Ice aus der Schweizer National League B verpflichtet wurde.
Im August 2017 wurde Balej vom KHL Medveščak Zagreb aus der österreichischen Eishockey-Liga (EBEL) unter Vertrag genommen. Für Zagreb kam Balej in insgesamt 36 EBEL-Partien auf 19 Scorerpunkte. Nach der Saison 2017/18 war er zunächst vereinslos, ehe er im September 2018 vom MsHK Žilina aus der slowakischen Extraliga verpflichtet wurde. Bei diesem agierte Balej als Mannschaftskapitän.
Im Februar 2019 wurde Balej vom EHC Freiburg aus der DEL2 verpflichtet und schaffte mit den Wölfen den Klassenerhalt. Mit 15 Scorerpunkten in 14 Einsätzen war Balej der zweitbeste Scorer des EHCF in den DEL2-Play-downs. Daher erhielt er wenige Tage nach dem Klassenerhalt vom EHC Freiburg eine Vertragsverlängerung über ein Jahr. Im September 2019 endete sein Engagement beim EHC Freiburg.

### International
Für die Slowakei nahm Balej an der U18-Junioren-Weltmeisterschaft 2000 sowie der U20-Junioren-Weltmeisterschaft 2001 teil. Im Herrenbereich wurde Balej zwischen 2006 und 2008 mehrfach bei Vorbereitungsspielen eingesetzt, kam aber zu keinem Einsatz bei einem großen Turnier.

## Erfolge und Auszeichnungen
- 2002 CHL Second All-Star Team
- 2002 WHL First All-Star Team
- 2004 Teilnahme am AHL All-Star Game
- 2013 Tschechischer Meister mit dem HC Škoda Plzeň

## Karrierestatistik
(Legende zur Spielerstatistik: Sp oder GP = absolvierte Spiele; T oder G = erzielte Tore; V oder A = erzielte Assists; Pkt oder Pts = erzielte Scorerpunkte; SM oder PIM = erhaltene Strafminuten; +/− = Plus/Minus-Bilanz; PP = erzielte Überzahltore; SH = erzielte Unterzahltore; GW = erzielte Siegtore; 1 Play-downs/Relegation; Kursiv: Statistik nicht vollständig)